# Freycinetia plana
Freycinetia plana är en enhjärtbladig växtart som beskrevs av Huynh. Freycinetia plana ingår i släktet Freycinetia och familjen Pandanaceae. Inga underarter finns listade.